# Bundesautobahn 36
Die Bundesautobahn 36 (Abkürzung: BAB 36) – Kurzform: Autobahn 36 (Abkürzung: A 36, Umgangssprache: Nordharzautobahn) – verläuft von Braunschweig in Niedersachsen nach Bernburg (Saale) in Sachsen-Anhalt.
Sie entstand am 1. Januar 2019 aus der A 395 (Braunschweig – Vienenburg) und der B 6 (Vienenburg – Bernburg).

## Verlauf
Auf ihrer Wegstrecke befinden sich unter anderem die UNESCO-Weltkulturerbestätten Goslar und Quedlinburg sowie die Mittelstädte Wolfenbüttel, Wernigerode und Aschersleben. In Reichweite befinden sich auch die Städte Salzgitter, Bad Harzburg, Halberstadt und Staßfurt.

### Braunschweig – Vienenburg
Der Verlauf der Bundesautobahn 36 nimmt seinen Anfang am Autobahnkreuz Braunschweig-Süd im Braunschweiger Stadtteil Heidberg-Melverode. Die A 36 ist jedoch nicht direkt an das Autobahnkreuz mit der A 39 angeschlossen, sondern beginnt erst etwa 200 Meter danach hinter der Halbanschlussstelle Braunschweig-Melverode. Dazwischen ist die Straße zwar vierstreifig und beide Richtungsfahrbahnen sind baulich getrennt, so dass der Eindruck einer Autobahn erweckt wird, jedoch ist sie nicht entsprechend beschildert. Die Gründe dafür sind, dass es einerseits im Beschleunigungs-/Verzögerungsstreifen zwischen dem Autobahnkreuz Braunschweig-Süd und der Anschlussstelle Braunschweig-Melverode je eine Ein- und Ausfahrt zu einem großen Autohaus samt Tankstelle gibt, die nicht kreuzungsfrei ausgeführt werden können, und dass es andererseits Fahrzeugen ohne Autobahnzulassung ermöglicht wird, die Anschlussstelle Braunschweig-Melverode zu erreichen, da die Stadtteile Melverode und Stöckheim sonst nur auf Umwegen aus der Braunschweiger Innenstadt erreichbar wären. Zudem gibt es bis zur Anschlussstelle Braunschweig-Heidberg keinen Seitenstreifen.
Nach Verlassen des Braunschweiger Stadtgebietes zweigt die B 79 an der AS Wolfenbüttel-Nord nach Wolfenbüttel ab. Diese Anschlussstelle ist nur als Ausfahrt aus Richtung Braunschweig bzw. als Zufahrt in Richtung Braunschweig an die A 36 angeschlossen. Von hier aus verläuft die A 36 in einem Bogen um die Stadt Wolfenbüttel neben den Orten Salzgitter-Thiede und Wolfenbüttel-Fümmelse, von hier aus sind auch die Hochöfen der Salzgitter AG im Westen bei Salzgitter-Drütte zu sehen. Es schließt sich eine Durchfahrt erst durch das Fümmelser Holz, den westlichen Rand des Oderwalds und dann vorbei an Klein Flöthe und Gielde durch das Schladener Gebiet an, bevor die A 36 an Lengde vorbei den Harly quert und jenseits der Oker in die Vienenburger Ebene stößt. Die Trasse führt hier östlich an Vienenburg mitsamt Wiedelah vorbei.
Das Autobahndreieck Nordharz stellte zwischen dem 2. Oktober 2001 und dem 31. Dezember 2018 das Ende der Bundesautobahn 395 und den Beginn der B-6-Neubaustrecke nach Osten dar. Von hier aus zweigt nach Südwesten die Bundesautobahn 369 ab, die jenseits von Harlingerode und Bettingerode die Städte Bad Harzburg über die Bundesstraße 4 und Goslar über die Bundesstraße 6 an die A 36 anbindet. In einer engen Kurve nach Osten setzt sich die A 36 – nun parallel zum wenige Kilometer südlich gelegenen Harz – nach Osten fort und verlässt nach zwei Kilometern über die Ecker das Land Niedersachsen.

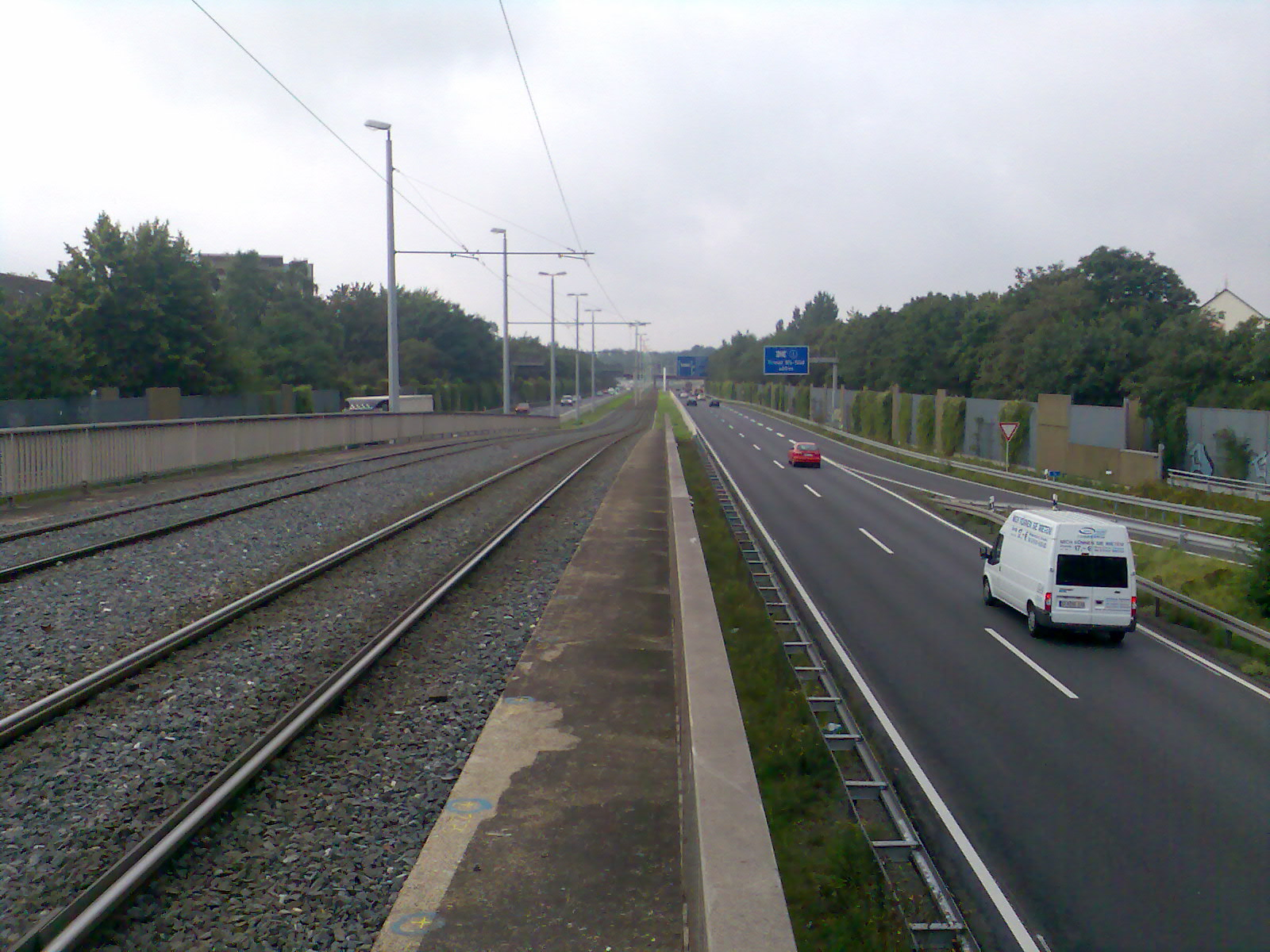
Blick von der Straßenbahn-Haltestelle Sachsendamm auf den Verlauf der A 36
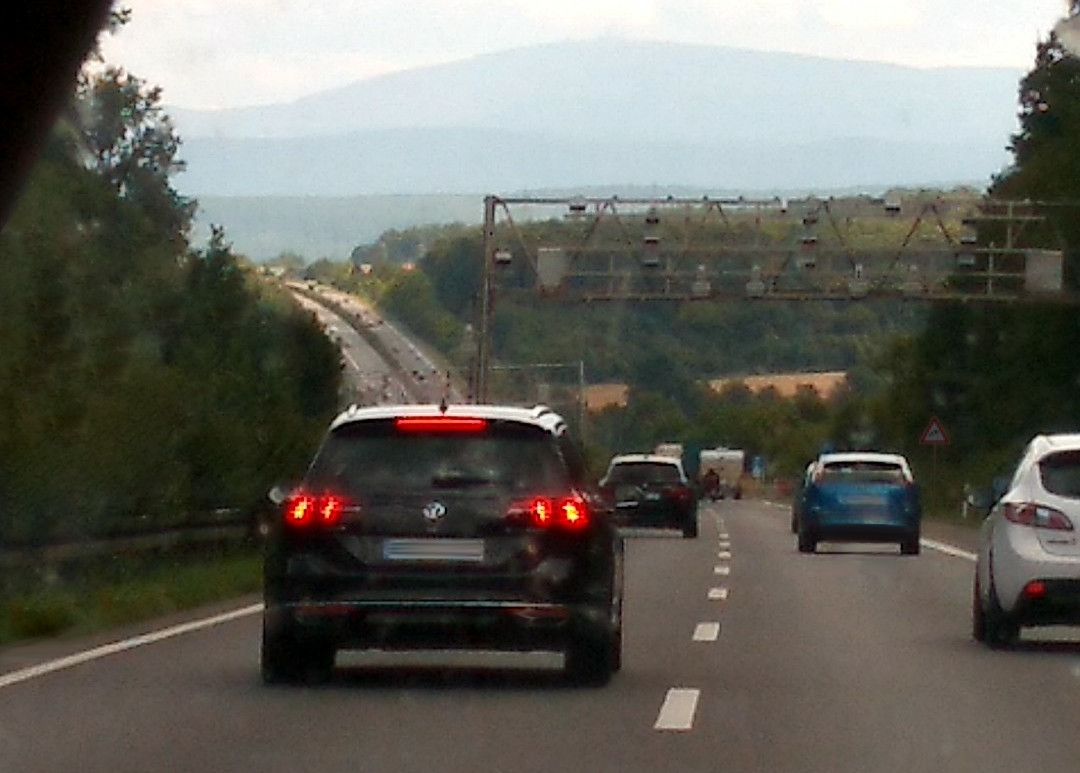
Blick nördlich des Warnetals auf den Brocken
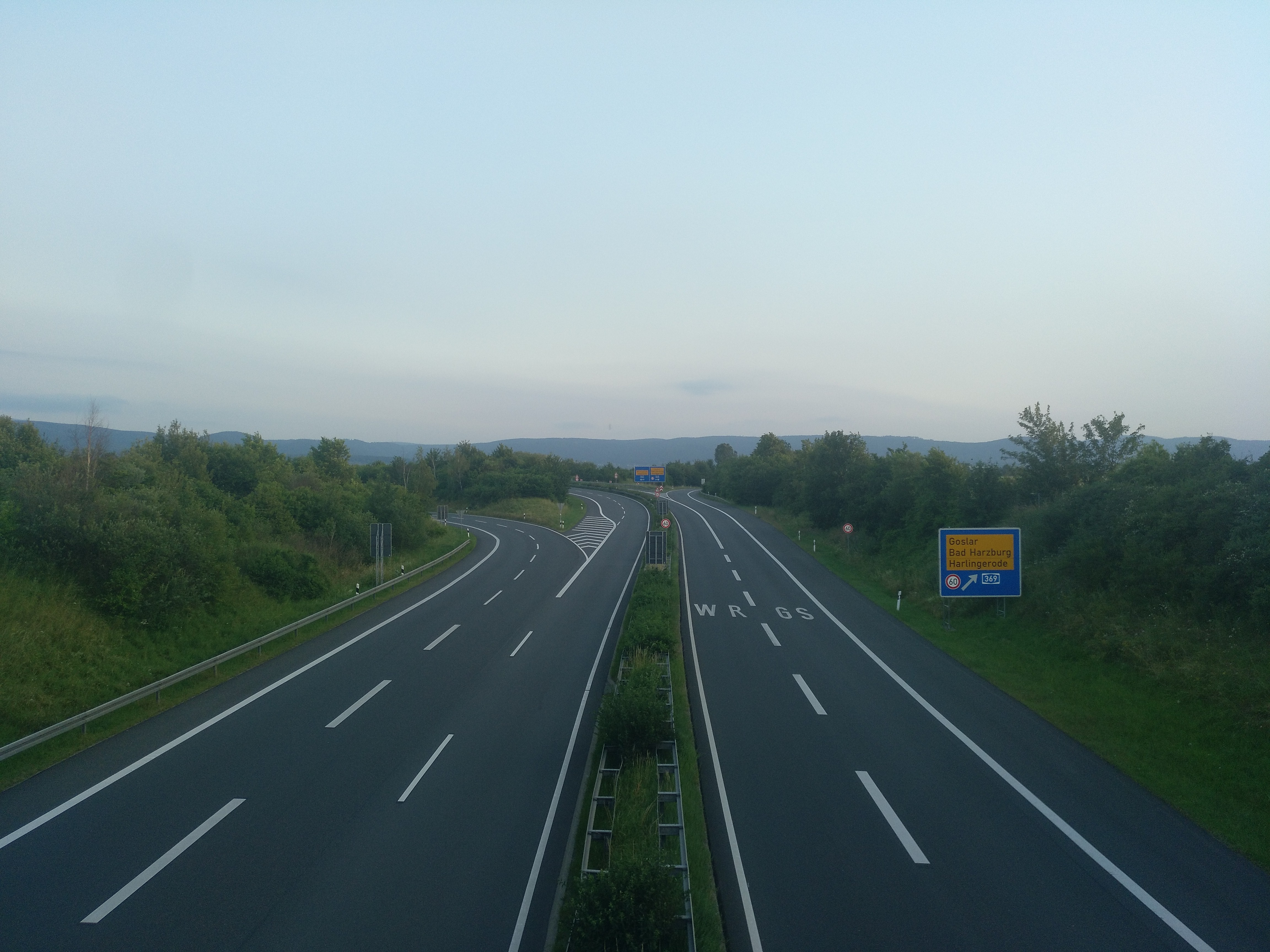
Autobahndreieck Vienenburg mit Abzweigung der A 369 Richtung Goslar/Bad Harzburg

### Vienenburg – Bernburg (Saale)
Hinter der sachsen-anhaltischen Grenze umkurvt die A 36 zunächst den Schimmerwald und führt hinter Abbenrode und Stapelburg über die Ilse an Ilsenburg vorbei. Von hier aus ist der Blick auf den Brocken, den höchsten Berg des Harzes, besonders markant, sodass nach ihm die PWC-Anlage Brockenblick benannt wurde. Durch das nordöstliche Harzvorland hindurch führt die A 36 weiter nach Wernigerode und erreicht bei Blankenburg (Harz) unmittelbar die markante Burg Regenstein. Am Naturschutzgebiet Harslebener Berge und Steinholz vorbei passiert die Autobahn schließlich Quedlinburg, führt hier über die Bode und an Aschersleben vorbei und erreicht nach einer Gesamtstrecke von 119 Kilometern westlich von Bernburg (Saale) die Bundesautobahn 14 und Bundesstraße 6.

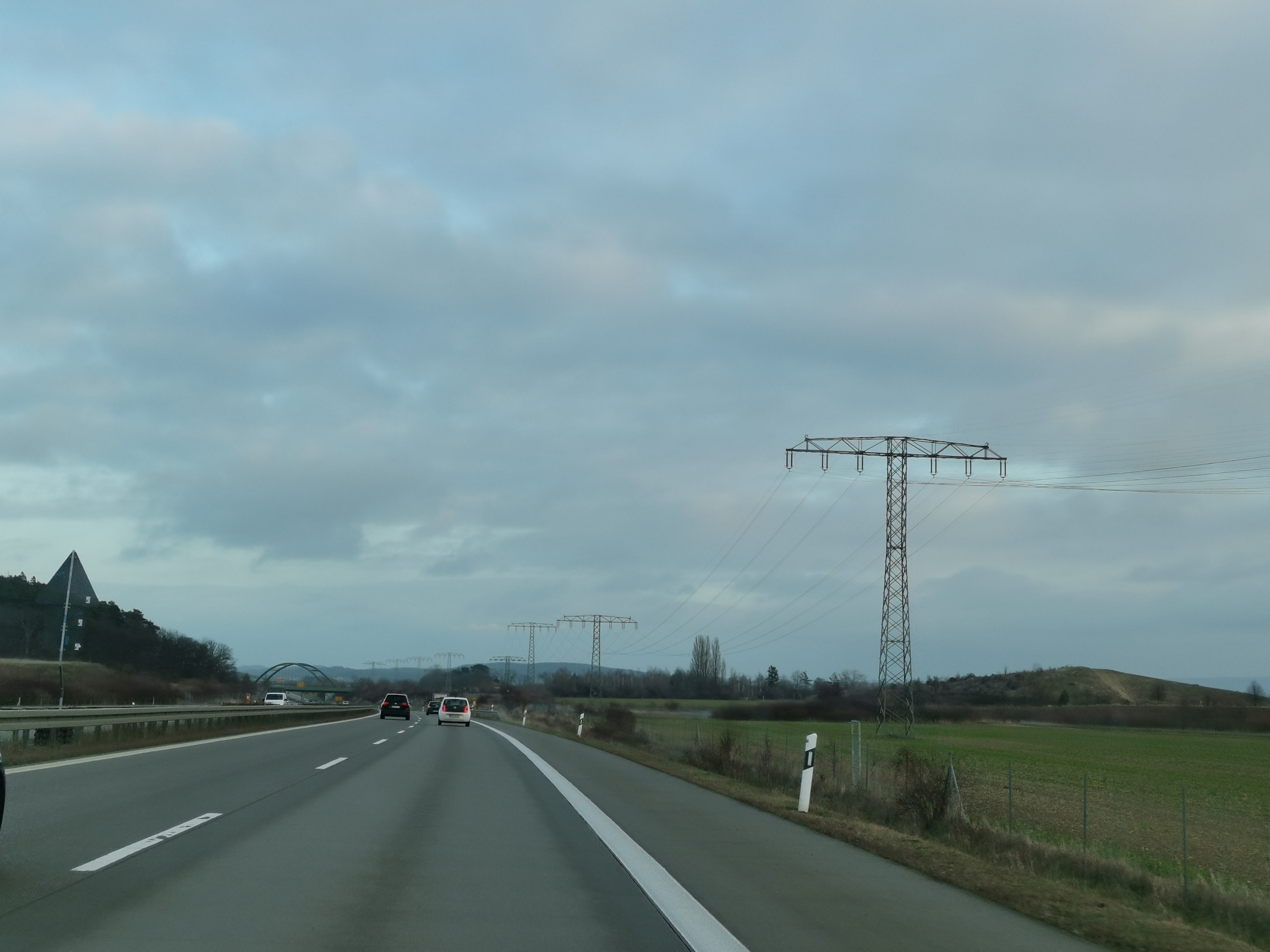
Blankenburg
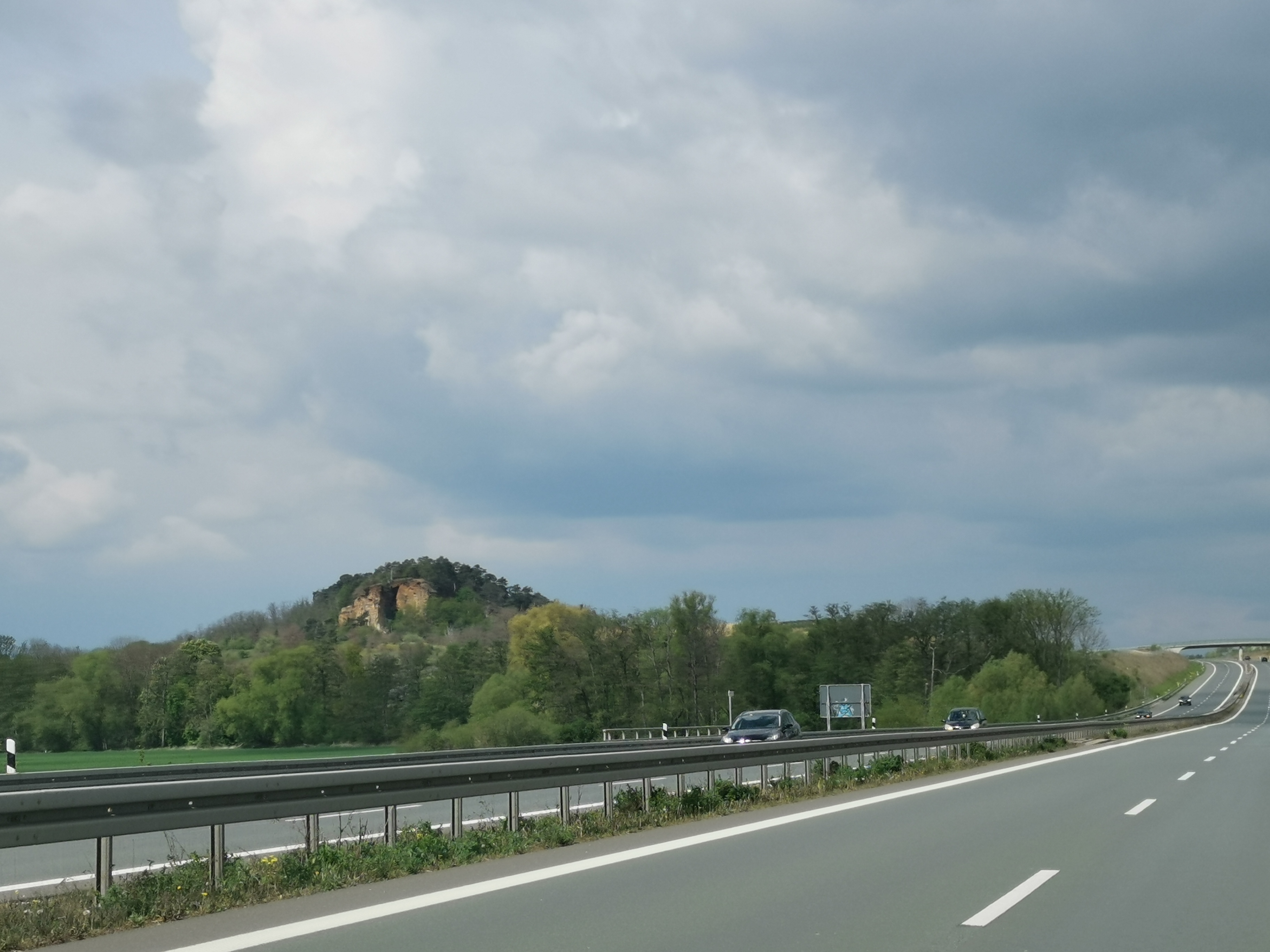
Naturdenkmal Lehof bei Quedlinburg
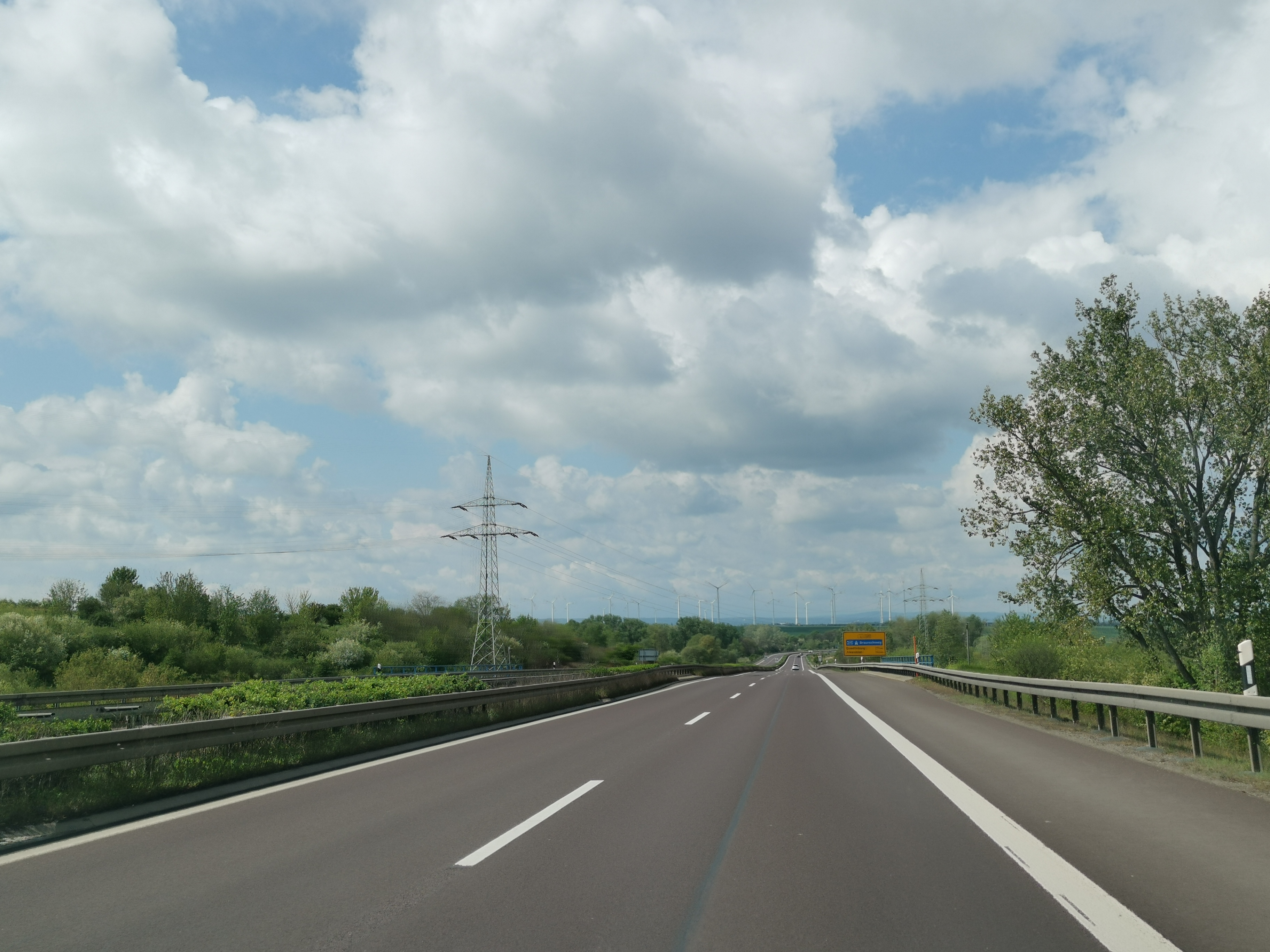
Aschersleben, mit noch alter Beschilderung

### Ausbauzustand

Regelquerschnitt 26, wie er auf der A 36 im Bereich A 369–A 14 vorherrscht

Der Regelquerschnitt im 4-streifigen Abschnitt östlich des Dreiecks Vienenburg beträgt 26 m (RQ 26,00), das heißt, es werden vier Fahrstreifen zu 3,50 m (zwei für jede Richtung) vorgehalten, dazu ein 3 m breiter Mittelstreifen. Der Standstreifen ist 2 m breit, das Bankett 1,50 m. Zwischen Stand- und Fahrstreifen sowie Überholfahr- und Mittelstreifen sind jeweils 0,50 m breite Markierungen eingeplant. Dieser Querschnitt war aufgrund der RAS-Q zu Baubeginn als kleinstmöglicher Querschnitt einer Autobahn in Deutschland zugelassen, mit der Einführung der RAA im Jahr 2008 müssen Straßen jedoch den Regelquerschnitt 28 erfüllen, um als Autobahn ausgezeichnet werden zu können (der Unterschied liegt im jeweils 0,50 m breiteren Seitenstreifen sowie den um ein Drittel verbreiterten Mittelstreifen).
Die A 36 ist außerdem neben der A 40 und der A 562 eine der wenigen Autobahnen in Deutschland, bei der abschnittsweise in der Mitte, also zwischen den beiden Fahrbahnen, eine Stadt- bzw. Straßenbahn verläuft (zwischen dem Autobahnkreuz Braunschweig-Süd und der Anschlussstelle Braunschweig-Heidberg). Dazwischen befindet sich an der Anschlussstelle Braunschweig-Melverode die Straßenbahnhaltestelle HEH-Kliniken (bis 2008 Leipziger Straße), von der ein Fußgängertunnel unter der Autobahn wegführt.
Die bauliche Auslegung des Autobahndreiecks Nordharz zwingt den Autobahnfahrer von Osten kommend zur Nutzung einer Ausfahrt, sofern er auf der A 36 verbleiben möchte. Diese Bauform wird auch TOTSO genannt. Diese Bauweise ist nicht absichtlich gewählt, da das Dreieck ursprünglich für die von Westen nach Osten führende Bundesstraße 6 mit der Einmündung des Endstücks der Bundesautobahn 395 vorgesehen war, seit dem 1. Januar 2019 aber die Trasse östlich des Dreiecks und nördlich der Einmündung eine Autobahn bildet.
Das Bauprojekt vom Dreieck Vienenburg/BAB 395 bis zum Kreuz Bernburg/BAB 14 wurde als B 6n bezeichnet. Insgesamt sind auf diesem Verlauf 111 Brückenbauwerke, 21 Anschlussstellen sowie drei P-WC-Anlagen errichtet worden. Tank- und Rastanlagen waren in den Planungen nicht mit inbegriffen, jedoch wurde solch eine Anlage seit November 2011 unmittelbar an der Abfahrt Quedlinburg-Zentrum (heute: Quedlinburg-Mitte) gebaut und 2012 eröffnet.

## Geschichte
Schon vor der Umwidmung der heutigen A 36 im Jahr 2019 wurde der Bau einer gleich nummerierten Autobahn im 20. Jahrhundert geplant und in den 1980er-Jahren verworfen. Durch ihren vergleichbaren Verlauf – die verworfene A-36-Planung verlief westlich von Bad Harzburg am Nordharzrand, die realisierte Autobahn östlich davon – erbte die heutige A 36 ihre Nummer aus der verworfenen Planung.

### Verworfener Verlauf: Hameln – Bad Harzburg

Planungen der A 36 im Jahre 1976

#### 1971–1986

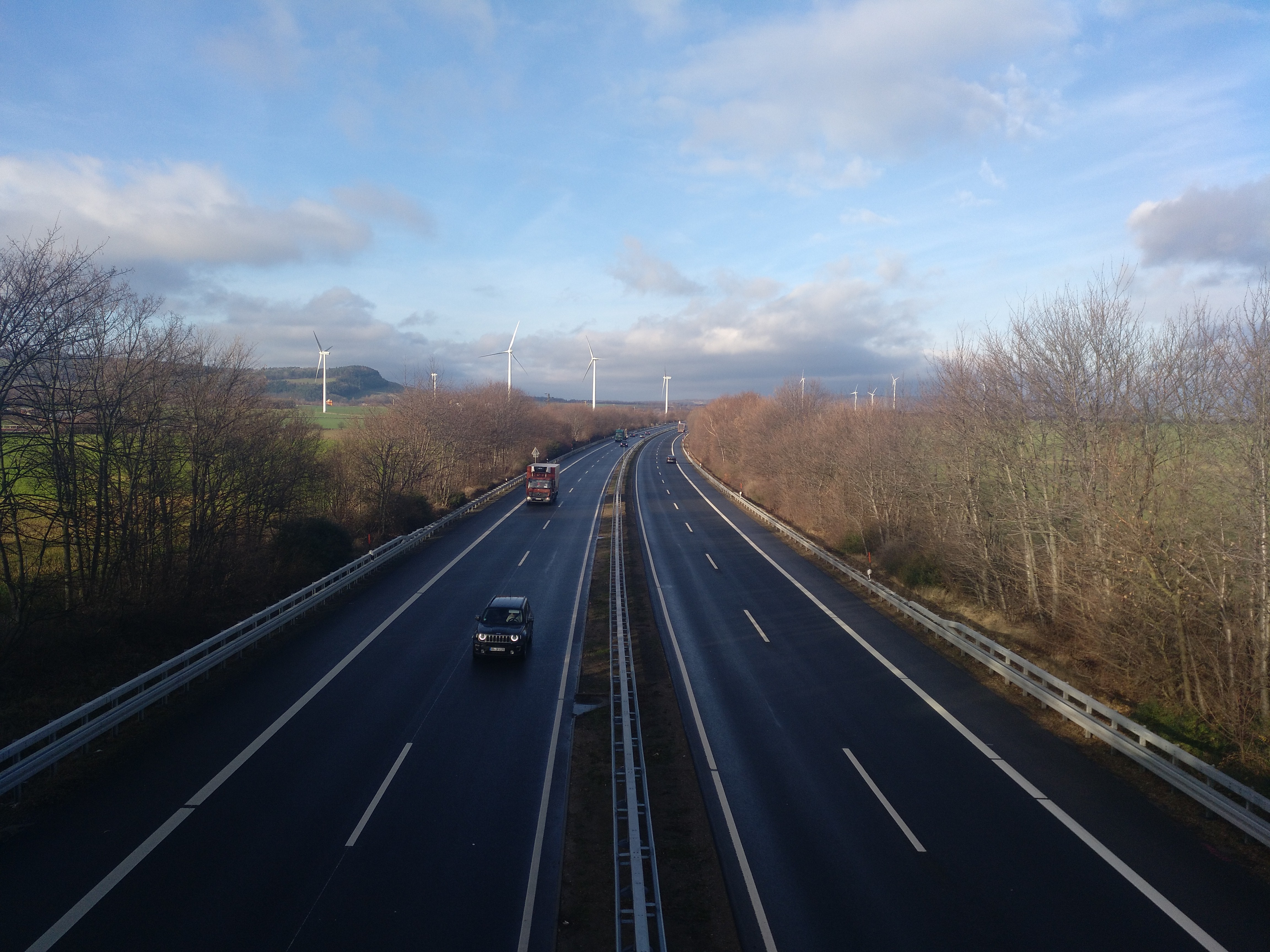
Die zwischen Goslar und Bad Harzburg errichtete Schnellstraße (B 6) war bis zur L 518 als A 36 vorgesehen.

Im aus dem Jahre 1971 stammenden Plan für den Ausbau der Bundesfernstraßen in den Jahren 1971 bis 1985 war zwischen dem Raum Lemgo, Hameln, Alfeld, Goslar, Bad Harzburg und der innerdeutschen Grenze eine Autobahnverbindung unter der internen Bezeichnung A 106 vorgesehen. Mit der Neustrukturierung der Autobahnnumerierung ab 1. Januar 1975 erhielt das Vorhaben zwischen Hameln und der innerdeutschen Grenze erstmals die neue Bezeichnung Bundesautobahn 36, während der westlich Hameln gelegene Teil der bisherigen A 106 modifiziert und der neuen Bundesautobahn 35 zugeordnet wurde. Zwischen Hameln und Bockenem existierten in den Plänen unterschiedliche Trassierungen über Elze oder Alfeld. Problematisch ist bei den Planungen die Querung des Iths bei Salzhemmendorf und der Sackmulde bei Alfeld, die quer zum Streckenverlauf liegen und nur durch aufwändige Tunnel- und Brückenkonstruktionen sinnvoll überwindbar sind.
Auch im Raum Goslar wurde die ortsnahe Trassierung der A 36 durch eine weiträumige nördliche Umgehung in der Planung ersetzt. Nach dem Ersten Gesetz vom 5. August 1976 zur Änderung des Gesetzes über den Ausbau der Bundesfernstraßen in den Jahren 1971 bis 1985 (BGBl. 1976, Teil I, S. 2093) war die A 36 fast vollständig dem möglichen weiteren Bedarf zugeordnet. 
Der Abschnitt zwischen Goslar (B 82) und der B 4 nördlich Bad Harzburg war vierspurig in die Dringlichkeitsstufe Ia gesetzt und 1978 in Angriff genommen. Es wurde 1982 und 1987 als B 6 fertiggestellt und in Rücksicht auf die Autobahnplanungen bis zur AS Goslar-Oker auf Autobahnquerschnitt mit Standstreifen errichtet:
Die Kosten für den Bau der Bundesstraße 6n von Goslar nach Bad Harzburg beliefen sich (Stand: 1987) auf 46,76 Mio. DM, das entspricht (Stand: 2019) inflationsbereinigt 41,62 Mio. Euro.
| Abschnitt                                      | km     | Jahr          | Bauweise                      | Aktuelle Widmung |
| ---------------------------------------------- | ------ | ------------- | ----------------------------- | ---------------- |
| AD Bad Harzburg – AS Goslar-Oker/Vienenburg    | 4,2 km | 25. Nov. 1982 | vierstreifig (+Standstreifen) | B6               |
| AS Goslar-Oker/Vienenburg – Anbindung an B 241 | 5,0 km | 25. Sep. 1987 | vierstreifig                  | B6               |

#### Seit 1986
Im Dritten Gesetz vom 21. April 1986 zur Änderung des Gesetzes über den Ausbau der Bundesfernstraßen (BGBl. 1986, Teil I, S. 557) wurde die ursprüngliche Planung zur A 36 vollständig gestrichen. Die Begründung lag darin, dass die Wiedervereinigung mit einem hieraus gesteigerten Verkehrsbedarf in Ost-West-Relation nicht gesehen und die Nutzung der A 36 als Transitstrecke in den innerdeutschen Verkehrsverhandlungen abgelehnt wurde.
Hingegen änderten sich die Vorhaben zu den Bundesstraßen 6, 82 und 239. Die weiträumige nördliche Umgehung von Goslar wurde ersetzt durch eine vierstreifige stadtgebietsquerende Trassierung. Zwischen Goslar und Langelsheim war nunmehr eine Führung südlich der alten B 82 angedacht. Im Bedarfsplan war zwar die Strecke Rhüden–Holzminden als B 82n weiter enthalten (weitere Planung). Die B 239n Holzminden–Horn-Bad Meinberg war jedoch nur noch zwischen Steinheim und Bad Meinberg (vordringlicher Bedarf) sowie zwischen Fürstenau und Vörden (vordringlicher Bedarf, z. T. laufendes Vorhaben) enthalten; die Strecke Vörden–Steinheim sollte nicht in der Baulast des Bundes realisiert werden. Die Verbindung Holzminden–Fürstenau war gänzlich entfallen.
Der Bedarfsplan des Vierten Gesetzes zur Änderung des Fernstraßenausbaugesetzes vom 15. November 1993 (BGBl. 1993, Teil I, S. 1877) enthielt die frühere A-36-Planung zwischen Hameln und Goslar ebenfalls nicht. Westlich Goslar war die OU Langelsheim/Astfeld als laufendes Vorhaben eingestellt. Der Neubau einer B 82 zwischen Rhüden und Holzminden war mit modifizierter Trasse weiter enthalten (weiterer Bedarf). Die Strecke Fürstenau – Vörden war als laufendes Vorhaben eingestellt. Zwischen dem Raum südwestlich von Steinheim und Horn-Bad Meinberg war die B 239n im vordringlichen Bedarf vorgesehen. Zwischen Vörden und Steinheim blieb es bei einem Neubauprojekt in anderer Straßenbaulastträgerschaft, die Strecke Holzminden – Fürstenau blieb gestrichen.
Im Bundesverkehrswegeplan 2003 war eine Autobahnverbindung zwischen Hameln und Goslar weiterhin nicht enthalten. Die Verbindung Bad Meinberg – Holzminden – Rhüden (B 239n/B 82n) ist ebenfalls in diesem Plan nicht vorgesehen. Einzig der Bau der zweistreifigen und 8,2 Kilometer langen OU Langelsheim/Astfeld im Zuge der B 82 war als laufendes bzw. fest disponiertes Vorhaben in den Bundesverkehrswegeplan 2003 eingestellt, wobei 4,1 Kilometer bereits 2000 fertiggestellt worden waren und im Jahr 2003 die Reststrecke dem Verkehr übergeben wurde.
Unabhängig davon wurde bereits vorher ein kurzer Abschnitt der als A 106 und später als A 35 geplanten, nicht realisierten Verbindung von Bielefeld nach Hameln als B 66 bei Ubbedissen in Ostwestfalen vierspurig gebaut. Sie stellt ein Rudiment der ehemaligen Autobahnplanung dar, die heutige Abfahrt Bielefeld-Ost wäre dann zum Kreuz der A 2 mit der A 35/36 in Richtung Lippe, Weserbergland und Harz geworden.

### Heutiger Verlauf: Braunschweig – Bernburg (Saale)
Unabhängig von den Plänen zur A 106/A 36 entwickelten sich eine zunächst als A 369, später dann als Bundesautobahn 395 ausgeführte Trasse zwischen Braunschweig und Vienenburg/Bad Harzburg und eine Bundesstraße 6n, die zwischen Vienenburg und Bernburg (Saale) im Autobahnquerschnitt errichtet wurde. Der Abschnitt zwischen Vienenburg und Bad Harzburg wurde zur Bundesautobahn 369 gewidmet.

#### 1972–1994: A395

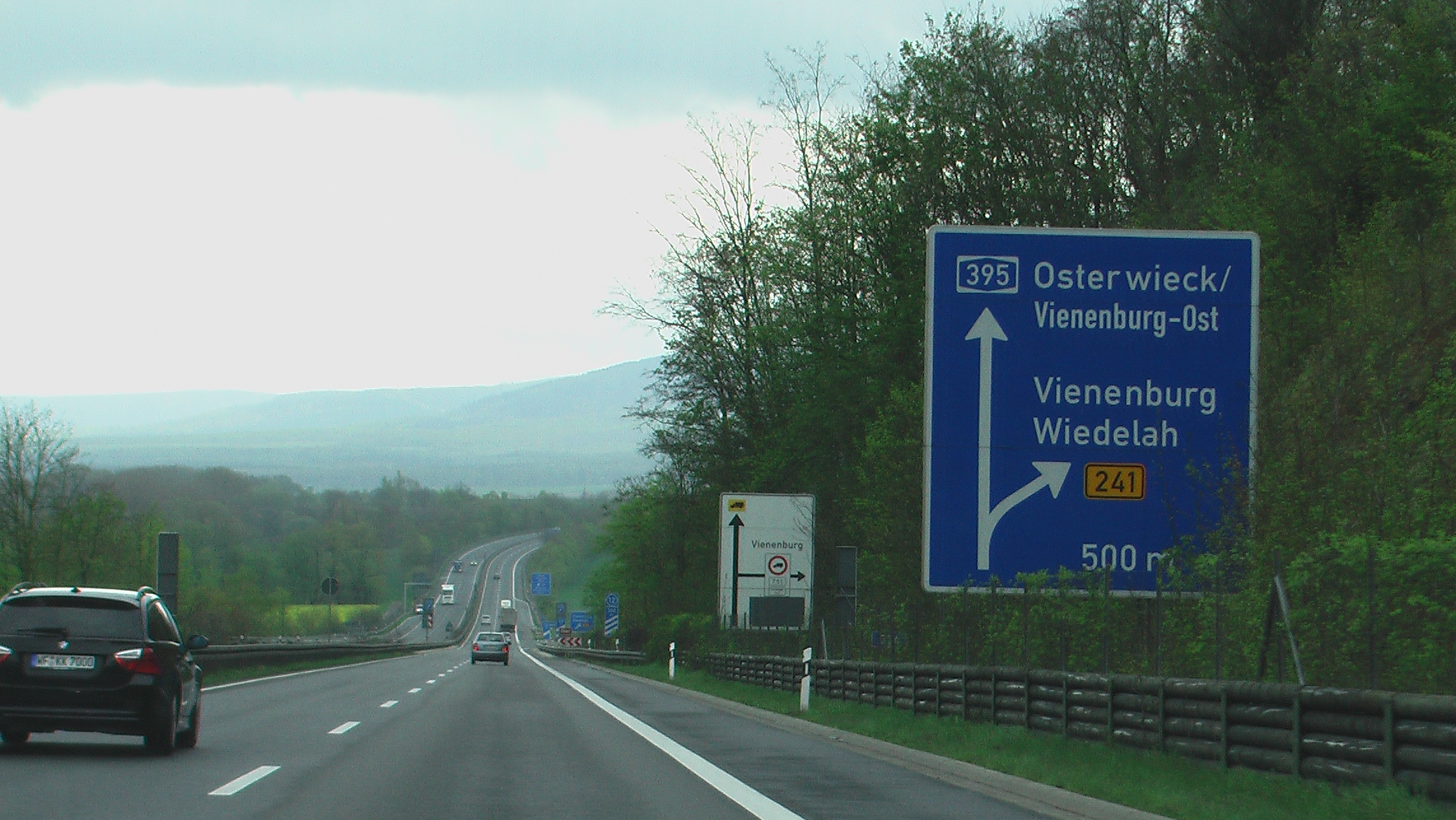
A 395 bei Vienenburg, 2008

Verlauf der A 395 zwischen 2001 und 2018

Für den Abschnitt zwischen Braunschweig und Vienenburg finden sich erste Planungsansätze von einem Braunschweiger Planungsbüro im April 1953. Im Raum Bad Harzburg/Goslar zeichnete sich ab den 1960er-Jahren eine zunehmende Verkehrsbelastung ab, die die bestehende Bundesstraße 4 nicht mehr aufnehmen konnte. Bis 1972 erfolgte somit unter der Projektbezeichnung A 369 der Bau des vierspurigen Straßenstücks zwischen Bad Harzburg-Westerode und Vienenburg. Durch die sich abzeichnende Verwerfung der alten A-36-Trassenführung musste der Name numerisch geändert werden, sodass die Autobahn die Bezeichnung A 395 erhielt. Diese wurde sukzessive von Braunschweig aus Norden kommend und von Bad Harzburg aus Süden kommend weitergebaut und der letzte Abschnitt durch den Oderwald wurde schließlich im Dezember 1994 fertiggestellt und freigegeben. Durch die teils nur einige hundert Meter weiter östlich liegende innerdeutsche Grenze sah man sich gezwungen, die Trasse teilweise über den Harly zu erbauen. Für die hier notwendigen Erdarbeiten wurde Anfang der 1970er-Jahre auch Material aus dem zu jener Zeit im Entstehen begriffenen Vienenburger See entnommen.
| Strecke                                               | Länge   | Verkehrsfreigabe | frühere Widmungen                                                                        |
| ----------------------------------------------------- | ------- | ---------------- | ---------------------------------------------------------------------------------------- |
| AK Braunschweig-Melverode – AS Braunschweig-Stöckheim | 03,7 km | 1984             | (BS-Melverode – AS WF-Nord: bis Verkehrsfreigabe) (Verkehrsfreigabe – 31. Dezember 2018) |
| AS Braunschweig-Stöckheim – AS Wolfenbüttel-West      | 07,4 km | 1980             | (BS-Melverode – AS WF-Nord: bis Verkehrsfreigabe) (Verkehrsfreigabe – 31. Dezember 2018) |
| AS Wolfenbüttel-West – AS Wolfenbüttel-Süd            | 01,7 km | 1983             | (Verkehrsfreigabe – 31. Dezember 2018)                                                   |
| AS Wolfenbüttel-Süd – AS Klein-Flöthe                 | 07,4 km | Juni 1994        | (Verkehrsfreigabe – 31. Dezember 2018)                                                   |
| AS Flöthe – AS Schladen-Nord                          | 05,2 km | Dez. 1994        | (Verkehrsfreigabe – 31. Dezember 2018)                                                   |
| AS Schladen-Nord – AS Lengde                          | 05,3 km | 1988             | (Verkehrsfreigabe – 31. Dezember 2018)                                                   |
| AS Lengde – AS Vienenburg-Nord                        | 04,3 km | 1980             | (Verkehrsfreigabe – 31. Dezember 2018)                                                   |
| AS Vienenburg-Nord – AD Nordharz (– )                 | 03,1 km | 19. Nov. 1972    | (2. November 1972 – 31. Dezember 1974) (1. Januar 1975 – 31. Dezember 2018)              |
| Einzelnachweise:                                      |         |                  |                                                                                          |

#### 1994–2011: B6n

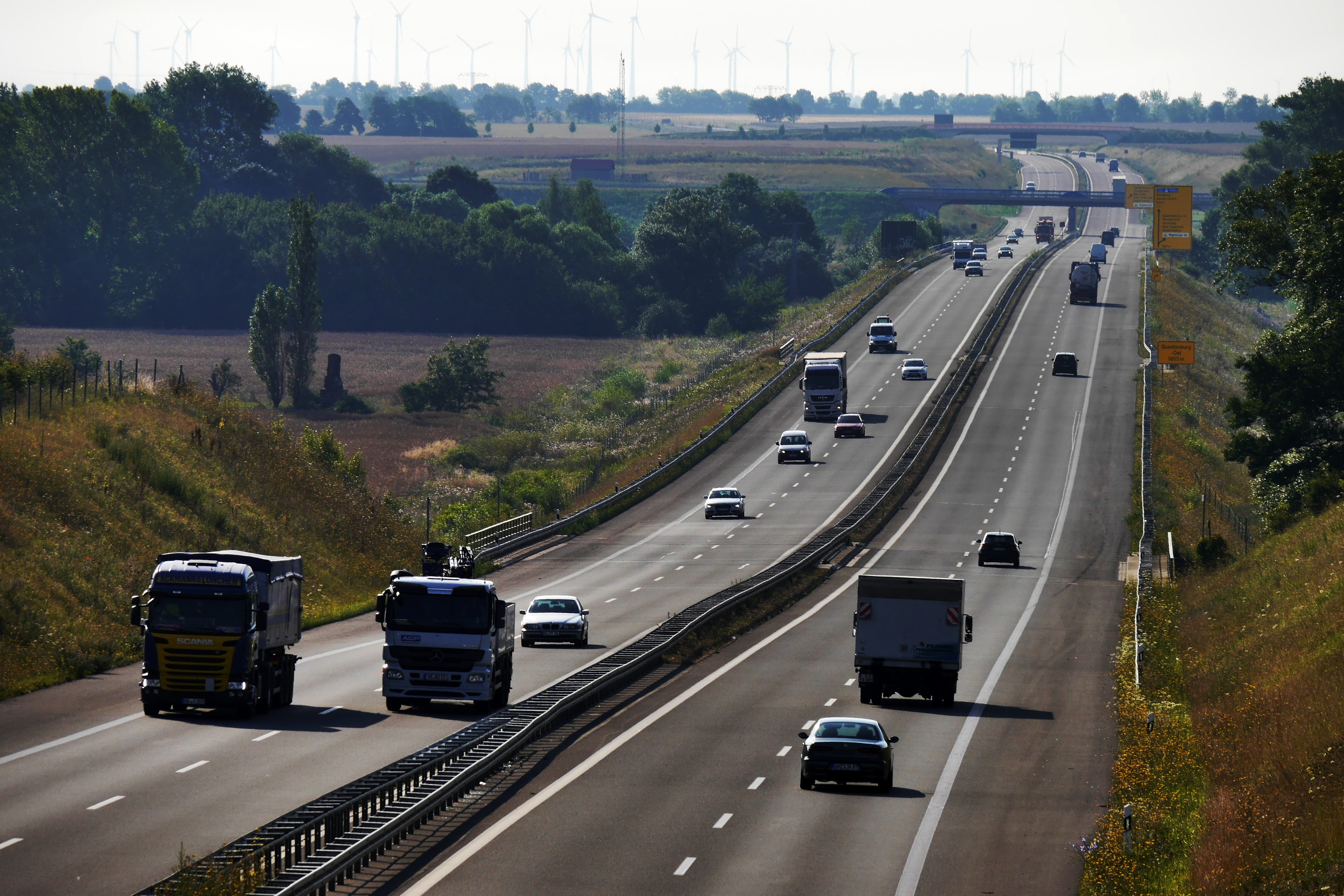
B 6n bei Quedlinburg, 2014

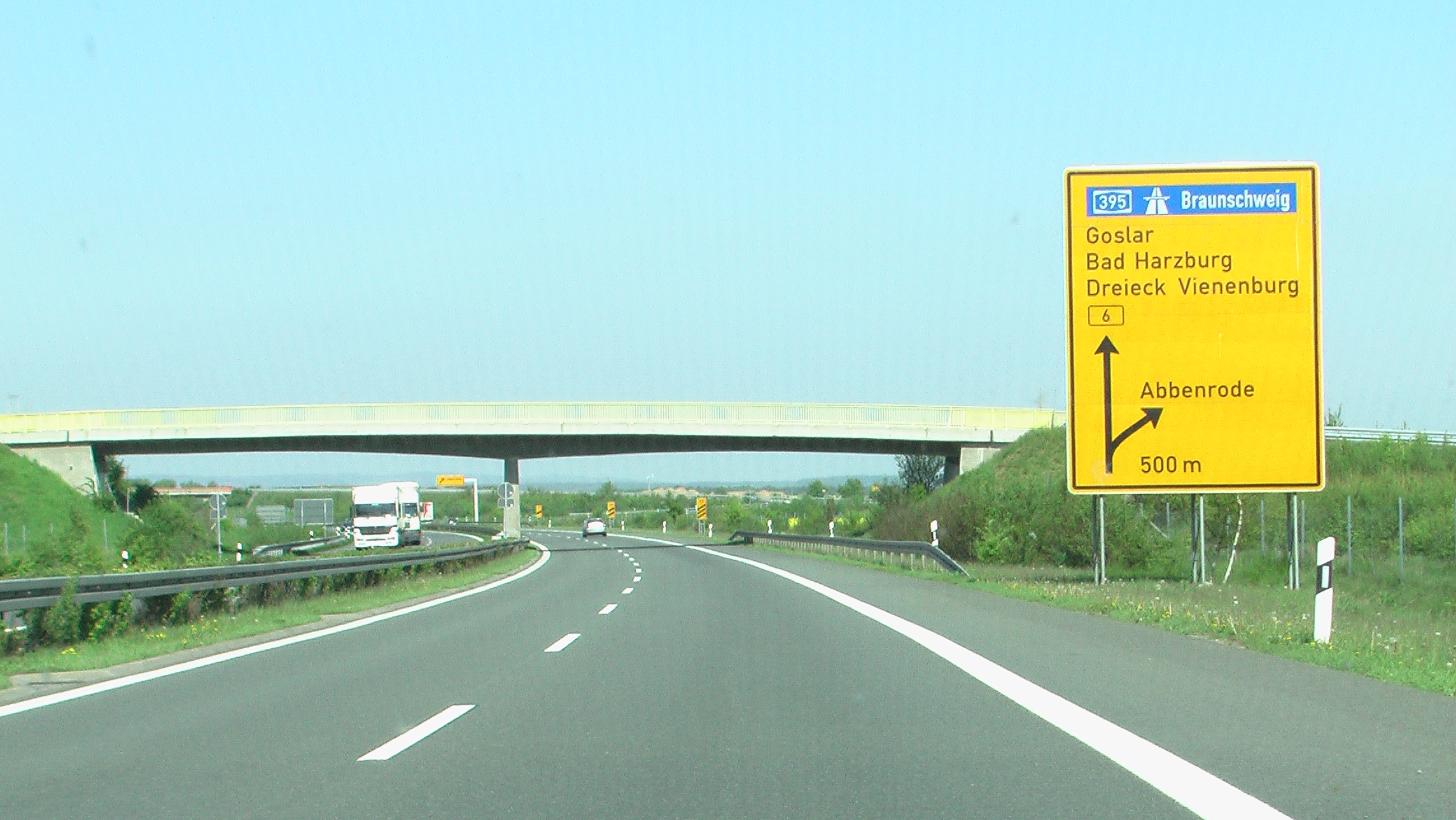
Schild der B 6n bei Abbenrode, 2008

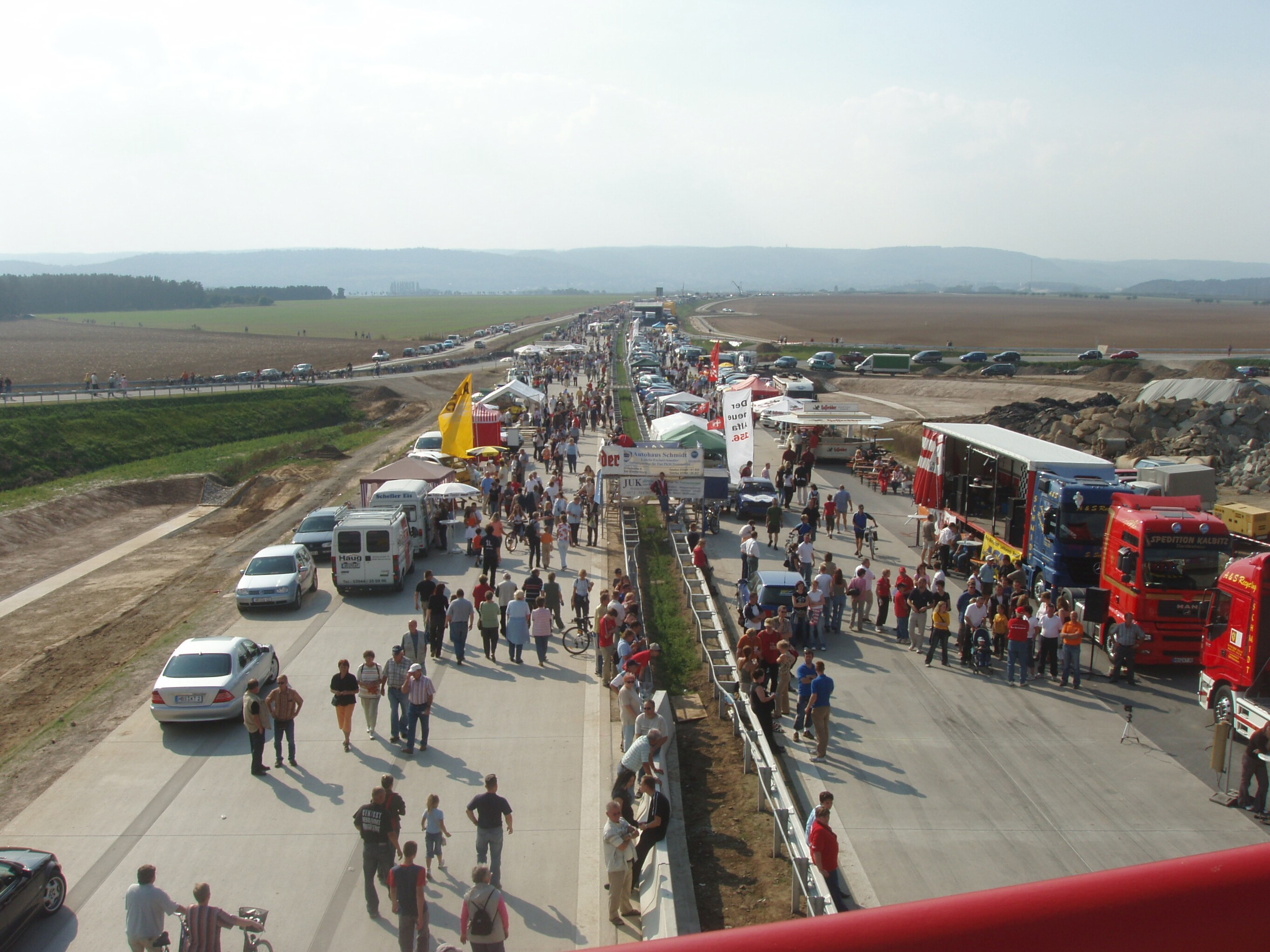
Die B 6n wird zwischen Blankenburg-Ost und Thale mit einem Fest eröffnet, 2005

Nach der deutschen Wiedervereinigung forderten im Jahr 1992 im Rahmen des Entwurfs zum Bundesverkehrswegeplan 1992 einzelne Politiker mit Verweis auf die Streichung aus dem vorigen Bundesverkehrswegeplan den Bau einer vierspurigen Bundesstraße (B 6) oder Autobahn (zu jener Zeit vorgeschlagen als BAB 80) zwischen Dessau und Bad Harzburg. Die Strecke Bad Harzburg–Bernburg wurde als vierstreifige autobahnähnliche B 6n in den Bundesverkehrswegeplan 1992 aufgenommen. Im Bedarfsplan des Vierten Gesetzes zur Änderung des Fernstraßenausbaugesetzes vom 15. November 1993 (BGBl. 1993, Teil I, S. 1877) war die B 6n beginnend am Dreieck Bad Harzburg über Quedlinburg zur A 14 nordwestlich von Bernburg und südwestlich von Bernburg an die A 14 anknüpfend weiter nach Dessau im vordringlichen Bedarf vorgesehen. Der Bau als Bundesstraße erfolgte aus Anschlussgründen: So erlaubte die Auslegung als autobahnähnliche Bundesstraße anstelle einer Bundesautobahn kürzere Abstände zwischen den Streckenabfahrten.
Die Verbindung von Vienenburg bis Bernburg wurde schrittweise zwischen 1997 und 2011 errichtet. Als erstes Teilstück wurde im Juli 2000 der Planungsabschnitt 3 zwischen den Anschlussstellen Stapelburg und Wernigerode-Nord realisiert. Der westliche Anschluss an die damals noch bis zum Bad Harzburger Dreieck führende A 395 wurde realisiert, indem eine kurze Windung der Autobahn nach Osten als Ansatz für eine Abzweigung in diese Richtung genutzt wurde. Das daraus resultierende Autobahndreieck Vienenburg wurde zusammen mit dem Planungsabschnitten 1 und 2 am 2. Oktober 2001 dem Verkehr freigegeben; gleichzeitig wurde – um einen besseren Zusammenhang der neuen Streckenführung zu ermöglichen – die A 395 zwischen dem AD Vienenburg und dem AD Bad Harzburg zur B 6 umgewidmet, sodass sich der Beschilderung nach eine vierspurige Autobahn zwischen Goslar, Bad Harzburg und Bernburg ergab.
Die Fortsetzung bis zur A 14 wurde sukzessive in den 2000er- und frühen 2010er-Jahren realisiert. Bis 2005 konnten Wernigerode und Blankenburg, bis 2007 auch Quedlinburg und Aschersleben in einem zusammenhängenden Verlauf erschlossen werden. Seit dem 11. Juli 2007 bestand für alle 13 Abschnitte bis zur Bundesautobahn 14 Baurecht. Mit der Fertigstellung des Planabschnitts 13.3 zwischen der Anschlussstelle Ilberstedt und der A 14 am 19. Dezember 2011 wurden die Bauarbeiten abgeschlossen. Eine Weiterführung nach Osten über Köthen zur A 9 wurde aufgrund einer zu geringen prognostizierten Verkehrsrate nur als Kraftfahrstraße im 2+1-System realisiert (siehe auch: Bundesstraße 6n: Bernburg–Köthen–A9).
Die Strecke wurde zwischen dem AD Vienenburg und der AS Bernburg als B 6 sowie zwischen der AS Aschersleben-West und der AS Bernburg zusätzlich als B 185 gewidmet. In Anspielung auf die Südharzautobahn (A 38) etablierte sich ab diesem Zeitpunkt die Trivialbezeichnung Nordharzautobahn beziehungsweise Nordharzschnellstraße.
Gegen den Planfeststellungsbeschluss für den Bereich 13.3 (zwischen Ilberstedt und der A 14) wurde Klage beim Bundesverwaltungsgericht eingereicht. Dieser Rechtsstreit endete am 5. November 2008 mit einem vom Gericht vorgeschlagenen Vergleich einvernehmlich.
| Nummer           | Strecke                                                           | Länge   | Baubeginn     | Verkehrsfreigabe | Letzte Widmung |
| ---------------- | ----------------------------------------------------------------- | ------- | ------------- | ---------------- | -------------- |
| 01               | AD Nordharz – Landesgrenze Niedersachsen/Sachsen-Anhalt           | 02,7 km | Apr. 2000     | 2001             | B6             |
| 02               | Landesgrenze Niedersachsen/Sachsen-Anhalt – AS Stapelburg         | 06,2 km | Okt. 1997     | 2. Okt. 2001     | B6             |
| 03               | AS Stapelburg – östlich AS Wernigerode Nord                       | 08,1 km | Okt. 1997     | Juli 2000        | B6             |
| 04               | östlich AS Wernigerode-Nord – K 1346 bei Benzingerode             | 07,5 km | Apr. 2000     | Juli 2002        | B6             |
| 05               | K 1346 bei Benzingerode – AS Heimburg                             | 05,0 km | Sep. 2002     | 16. Dez. 2003    | B6             |
| 06               | AS Heimburg – östlich AS Blankenburg-Nord                         | 02,9 km | Sep. 2002     | Dez. 2004        | B6             |
| 07               | östlich AS Blankenburg-Nord – AS Thale (Ortsumgehung Blankenburg) | 05,6 km | Juni 2004     | 30. Sep. 2005    | B6             |
| 08.1             | AS Thale – AS Quedlinburg-Mitte                                   | 09,0 km | 2004          | 13. Sep. 2006    | B6             |
| 08.2             | AS Quedlinburg-Mitte – AS Quedlinburg-Ost                         | 04,2 km | 26. Sep. 2005 | 1. Dez. 2007     | B6             |
| 09.1             | AS Quedlinburg-Ost – AS Hoym                                      | 10,3 km | 1. Nov. 2006  | 6. Dez. 2007     | B6             |
| 09.2             | AS Hoym – AS Aschersleben-West                                    | 04,3 km | 2004          | 17. März 2006    | B6             |
| 10               | AS Aschersleben West – östlich AS Aschersleben-Nord               | 05,5 km | Sep. 2000     | 6. Dez. 2002     | B6             |
| 11               | östlich AS Aschersleben-Nord – Aschersleben-Ost                   | 03,8 km | März 2003     | 18. Dez. 2003    | B6             |
| 12               | östlich AS Aschersleben-Ost – Ortsverbindungsstraße Strummendorf  | 01,7 km | März 2004     | 17. Dez. 2004    | B6             |
| 13.1             | Ortsverbindungsstraße Strummendorf – östlich AS Güsten            | 02,8 km | 2005          | 2. Sep. 2008     | B6             |
| 13.2             | östlich AS Güsten – AS Ilberstedt                                 | 05,7 km | 30. Juni 2008 | 4. Dez. 2009     | B6             |
| 13.3             | AS Ilberstedt – AK Bernburg                                       | 03,5 km | Apr. 2010     | 19. Dez. 2011    | B6             |
| Einzelnachweise: |                                                                   |         |               |                  |                |

#### 2011–2019
Im Jahr 2011 berichtete die Leipziger Volkszeitung über Pläne der Landesregierung von Sachsen-Anhalt, die B 6n zur Aufstufung zur Bundesautobahn vorzuschlagen, woraufhin etwa ein Jahr später im November 2012 die Aufstufung der B 6n zwischen der A 14 und der Landesgrenze Sachsen-Anhalt/Niedersachsen offiziell beantragt wurde. Zur möglichen numerischen Bezeichnung dieser Autobahn machte die Landesregierung zu diesem Zeitpunkt keine Angaben.
Zwar wurde über die Aufnahme der A 36 in den Bundesverkehrswegeplan 2030 ab Februar 2016 diskutiert, aber auch in der publik gewordenen Endversion findet eine Bundesautobahn 36 weder in ihrem ursprünglich geplanten Verlauf noch als „kleine“ östliche Realisierung durch die Aufstufung der B 6n Erwähnung. Hingegen ist eine Erweiterung der östlich des Kreuzes Bernburg anschließenden unaufzustufenden B 6n von Köthen bis zur Bundesautobahn 9 südlich von Dessau-Roßlau als fest disponiert in der Planung enthalten, wobei der Abschnitt östlich der Bundesautobahn 9 vierstreifig geplant ist.
Am 27. Juni 2016, nach Ablauf der Frist des öffentlichen Beteiligungsverfahrens im Zuge des Bundesverkehrswegeplans 2030, stimmte der Kreistag des Landkreises Harz mit großer Mehrheit für die Heraufstufung der B 6 und beauftragte den Landrat, eine Stellungnahme zum Bundesverkehrswegeplan abzugeben.
Im März 2017 wurde schließlich die Aufstufung der B 6 von der A 395 bei Vienenburg bis zum Autobahnkreuz bei Bernburg (Saale) zur A 14 angekündigt, und zwar offiziell als A 36. Laut Ministerpräsident Reiner Haseloff waren für die Aufwertung zur A 36 der Abschluss letzter Abstimmungen zwischen den zuständigen Ministerien des Bundes und des Landes Sachsen-Anhalt nötig.
Um die Aufstufung durchzuführen, wurde die Änderung der Beschilderung notwendig. Eine Überprüfung der Tragfähigkeit der neuen Schilderbrücken wurde
Ende Januar 2018 angekündigt und als Grund für die Verzögerung bis Neujahr 2019 genannt.
Eine weitere entscheidende Entwicklung wurde am 21. Juli 2017 bekanntgegeben, als der sachsen-anhaltische Minister für Landesentwicklung und Verkehr Thomas Webel ankündigte, dass die A 36 auch die A 395 umfasst. Absprachen mit dem Land Niedersachsen waren bezüglich der Zuständigkeiten der Autobahnmeistereien und Abfahrtsnummerierung notwendig. Mit dieser Entscheidung wurde eine Situation vermieden, in der die A 36 im Vienenburger Dreieck entweder in die B 6 in den Raum Goslar/Bad Harzburg oder in die A 395 in Richtung Braunschweig übergegangen wäre. Eine vergleichbare Situation ist mit der A 46 und A 445 in Nordrhein-Westfalen vorhanden.
Im September 2018 gab das Verkehrsministerium Sachsen-Anhalt bekannt, dass die Umstufung der Trasse im Land Sachsen-Anhalt per 1. Januar 2019 zu vollziehen ist, und eine Ausnahmegenehmigung zur Nutzung kleinerer Autobahnschilder angestrebt wird. Das zuständige niedersächsische Ministerium veröffentlichte zunächst keinen Zeitplan, gab zwei Wochen vor der geplanten Umwidmung jedoch bekannt, dass eine einheitliche Aufstufung zum 1. Januar 2019 erfolgt.

#### Seit 2019: A36

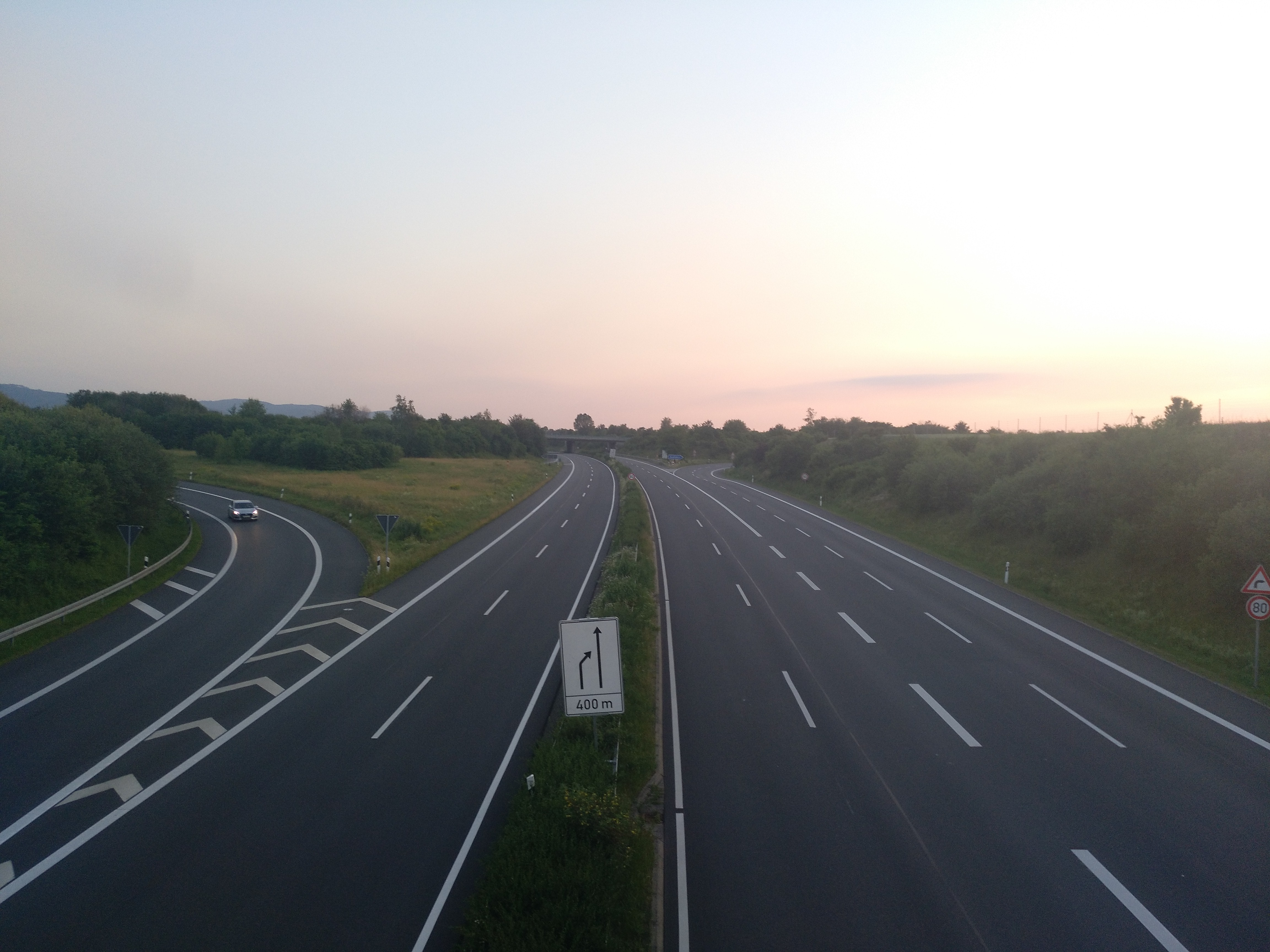
Die A 36 im Autobahndreieck Nordharz, 2019

Die Umwidmung der BAB 395 zwischen Braunschweig und dem AD Vienenburg und die Aufstufung der B 6 zwischen dem AD Vienenburg und AK Bernburg erfolgten in beiden Ländern zeitgleich zum 1. Januar 2019. Zugleich wurde der B-6-Abschnitt zwischen dem AD Vienenburg und dem AD Bad Harzburg zur BAB 369 aufgestuft. Im sachsen-anhaltischen Teil wurden kurz nach der Aufstufung im Januar zwischen der Landesgrenze und der AS Hoym 44 neue Schilder zum Autobahnbeginn und -ende angebracht, der restliche Abschnitt wurde bis Ende 2021 umgeschildert. Insgesamt beläuft sich die Anzahl an auszutauschenden Schildern auf rund 350, die Umwidmung auf nachgeordneten Straßen erfolgt durch Überkleben. Im niedersächsischen Teil ist die Anpassung der Beschilderung im Jahr 2025 noch nicht abgeschlossen.
Zudem wird eine Ausschilderung als Umleitungsstrecke für die Autobahnen A 2 und A 14 vorbereitet, so dass Autofahrer ab Braunschweig mit dem Fahrtziel Halle und Leipzig nicht über Magdeburg geleitet werden, sondern über die A 36. Hiermit wird eine Entlastung der stark staugefährdeten Abschnitte der A 2 im Bereich Braunschweig–Helmstedt–Magdeburg erhofft.
Neben dem seit 2012 bereits existierendem Autohof an der Abfahrt Quedlinburg-Mitte soll ein weiterer Autohof an der Abfahrt Quedlinburg-Ost entstehen. Im ersten Bauabschnitt ist neben einer Tankstelle mit Elektroladeplätzen für PKW und LKW auch ein Restaurant geplant. Ein vom Unternehmen Tank und Rast im August 2019 angekündigtes Projekt eines zehn Millionen Euro teuren Autohofes an der Abfahrt Wernigerode-Mitte wurde vom Stadtrat der Stadt Wernigerode aufgrund der möglichen optischen Beeinträchtigung und der Überlastung der Hauptzufahrstraße abgelehnt.

### Umbenennungen von Anschlussstellen
Im Rahmen der Aufstufung wurden einige Anschlussstellen umbenannt. In Niedersachsen wurden die Abfahrten bei Vienenburg vereinheitlicht und das Autobahndreieck Vienenburg zum Autobahndreieck Nordharz umbenannt, die Anpassung der Beschilderung ist (Stand April 2025) noch nicht abgeschlossen.
In Sachsen-Anhalt wurden alle auf -Zentrum endenden Anschlussstellen bei den Städten Wernigerode, Blankenburg, Quedlinburg und Aschersleben in -Mitte umbenannt. Die Anschlussstelle Heimburg wurde ferner aus Relevanzgründen zu Halberstadt umbenannt.
Trotz Umbenennung wurde die Beschilderung erst 2021 entsprechend angepasst.
| Nr. | Name (alt)                   | Name (neu)            |
| --- | ---------------------------- | --------------------- |
| 12  | AS Vienenburg                | AS Vienenburg-Nord    |
| 13  | AS Osterwieck/Vienenburg-Ost | AS Vienenburg-Ost     |
| 14  | AD Vienenburg                | AD Nordharz           |
| 19  | AS Wernigerode-Zentrum       | AS Wernigerode-Mitte  |
| 20  | AS Heimburg                  | AS Halberstadt        |
| 21  | AS Blankenburg-Zentrum       | AS Blankenburg-Mitte  |
| 24  | AS Quedlinburg-Zentrum       | AS Quedlinburg-Mitte  |
| 28  | AS Aschersleben-Zentrum      | AS Aschersleben-Mitte |

### Rezeption
Besondere Hoffnung wird seitens Politik und Wirtschaft auf den Statuseffekt gelegt, da einerseits die Präsenz einer Bundesautobahn anstelle einer gelben Autobahn einen zusätzlichen, psychologischen Standortvorteil für den Nordharz darstelle und andererseits einige Navigationssysteme schnellere Ankunftszeiten anzeigen würden. Beides solle letztendlich zu einer besseren wirtschaftlichen und touristischen Vermarktung der Region beitragen. So begrüßte unter anderem der Goslarer Oberbürgermeister Oliver Junk die Aufstufung als Entlastung der Bundesautobahn 2 und bezeichnete die damit einhergehende Erlaubnis zur Auszeichnung von Fernzielen als „Unterschied“.
Kritisiert wird die Aufstufung unter anderem von Steuerzahlerverbänden, die insbesondere die Notwendigkeit der Aufstufung anzweifeln und die Steuermittel als fehlinvestiert betrachten, da sich die Reisegeschwindigkeit nicht ändere. Generell wird vonseiten der Kritiker bezweifelt, dass die Auf-/Umstufung der Trasse einen konkreten Effekt bringe. Die Namens- und Schildänderungen an der A 36 wurden zweimal in der Rubrik „Der reale Irrsinn“ der NDR-Satiresendung extra 3 thematisiert.

## Sonstiges
- Der Bau der künftigen Autobahnsegmente kostete (Stand: 2007) rund 475 Millionen Euro, wovon 150 Millionen Euro von der Europäischen Union getragen wurden.
- Durch den laufenden, unterirdischen Abbau von Salz in der Region um Ilberstedt senkte sich der Boden unter dem Straßenfundament um fast 2,3 Meter ab. Eine Senkung des Bodens um bis zu sieben Meter bis zum Ende des Jahrhunderts wird prognostiziert, der Salzabbau wird voraussichtlich bis etwa 2050 stattfinden. Durch die daraus resultierende geologische Überwachung der Straße wird die Autobahn jetzt schon scherzhaft als „bestüberwachte Straße Sachsen-Anhalts“ bezeichnet.[42]